# 대상 영속성
대상 영속성(Object permanence)이란 특정 대상이 관찰(시각, 청각, 촉각, 후각 등의 모든 방법)되지 않아도 계속 존재함을 뜻하는 용어다. 이는 발달 심리학의 분야에서 연구되는 핵심 개념이다. 대상 영속성이 인간 발달에서 등장하는 시기에 대한 과학적 합의는 존재하지 않는다. 처음으로 유아에 대한 대상 영속성을 연구했던 스위스의 심리학자 피아제는 대상영속성은 유아의 가장 중요한 성취들 중 하나라고 주장했다. 피아제의 인지발달이론에 따르면 유아는 출생 때부터 약 2세까지 이어지는 감각운동기가 끝날 무렵 이 개념을 형성한다.

## 같이 보기
- 유아론
- 실재론
- 관념론
- 까꿍
- 테세우스의 배
- 마음 이론